# Cornelis Pijnacker Hordijk
Cornelis Pijnacker Hordijk (Drumpt, 13 april 1847 – Haarlem, 3 september 1908) was een Nederlands jurist en staatsman.
Hij promoveerde aan de Universiteit Utrecht bij B.J. Lintelo de Geer van Jutphaas, werd op 27 april 1874 hoogleraar staatsrecht en Romeins recht te Amsterdam, op 7 oktober 1881 hoogleraar oudvaderlands recht te Utrecht. Hij was van 9 februari 1882 tot 22 april 1883 minister van Binnenlandse Zaken, daarna van 19 juni 1885 gouverneur van Drenthe en van 1888 tot 1893 gouverneur-generaal van Nederlands-Indië.
Hij schreef, behalve zijn dissertatie, twee professorale inwijdingsredes: Nederlands behoefte aan meer dan ééne hoogeschool (Utrecht 1877) en De taak van den beoefenaar der Nederlandsche rechtsgeschiedenis (Utrecht 1881). Als werkzaam lid van de Vereeniging tot Uitgaaf der Bronnen van het Oude Vaderlandsche Recht bezorgde hij: "De oudste willekeuren van Amsterdam" (in: Nieuwe bĳdragen voor regtsgeleerdheid en wetgeving, 1879) en Rechtsbronnen der stad Zutphen ('s-Gravenhage 1881).
In Den Haag, Coevorden en Honselersdijk zijn straten naar Pijnacker Hordijk vernoemd.